# Adriaan Maarten Montijn
Adriaan Maarten Montijn (Oudewater, 3 oktober 1792 − aldaar, 21 januari 1864) was een Nederlands burgemeester.

## Biografie
Montijn was een lid van het Nederland's Patriciaatsgeslacht Montijn en een zoon van baljuw, schout, maire en burgemeester Johannes Justus Montijn (1769-1833) en Catharina Puyt (1765-1832). Hij trouwde in 1818 met Neeltje van der Stok (1788-1876) met wie hij zeven kinderen kreeg; ook hun zonen Johannes Justus Montijn (1819-1848) en Pieter Marie Montijn (1822-1911) waren burgemeester. Van 1818 tot 1832 was hij stadssecretaris van zijn geboorteplaats waarna hij burgemeester werd van Papekop (1832-1851); hij combineerde dit deels met het burgemeestersambt van Oudewater dat hij bekleedde in de periode 1833-1855 en bovendien is hij in die periode ook nog burgemeester van Oukoop geweest (1844-1846). Tussen 1850 en 1853 was hij bovendien lid van Provinciale Staten van Zuid-Holland. Daarnaast was hij (met zijn zoon) medeoprichter in 1850 en mededirecteur van de Nederlandse Brandwaarborgmij. Voor Roerende Goederen Enkel Van Landbouwers En Veehouders Onderling.